# Colby Rogers
Colby Rogers (Covington (Georgia); 14 de enero de 2001) es un jugador profesional estadounidense de baloncesto, que mide 1,93 metros y actualmente juega en la posición de alero para el Club Baloncesto Zamora de la Primera FEB.

## Profesional
Es un alero formado en el Roselle Catholic High School donde logró dos títulos seguidos del Tournament of Champions, hasta que en 2019 ingresó en la Universidad Politécnica Estatal de California, situada en San Luis Obispo, en el estado de California, en la que jugó la NCAA durante dos temporadas con los Cal Poly Mustangs, desde 2019 a 2021.
En 2021, ingresa en el Siena College, institución académica ubicada en Albany, Nueva York, donde jugaría durante una temporada 2021-22 la NCAA con los Siena Saints.
En 2022, ingresa en la Universidad Estatal de Wichita, situada en Wichita, Kansas, donde jugaría durante dos temporadas la NCAA con los Wichita State Shockers, desde 2022 a 2024.
En su última temporada universitaria, forma parte de la [Universidad de Memphis]], donde disputa la temporada 2024-25 con los Memphis Tigers.
El 12 de agosto de 2025, firma por el Club Baloncesto Zamora de la Primera FEB.